# Emil Ordnung
Emil Ordnung (* 2. März 1896; † unbekannt) war ein tschechoslowakischer Ruderer.

## Biografie
Emil Ordnung gehörte bei den Olympischen Sommerspielen 1920 in Antwerpen zur tschechoslowakischen Crew, die in der Achter-Regatta startete. Das Boot schied jedoch im Vorlauf aus. Bei den Europameisterschaften 1923 und 1924 gewann er mit dem tschechoslowakischen Achter jeweils Bronze.